# Fatou Coulibaly
Tiegnou Valle Fatou Coulibaly (Abidjan, 13 febbraio 1987) è una calciatrice ivoriana, difensore del Barcelona FA e della nazionale ivoriana.
Fatou è la sorella minore di Djélika Coulibaly

## Palmarès

### Club
- Campionato cipriota femminile: 1

Barcelona FA: 2017-2018